# Рушійна установка космічного апарата

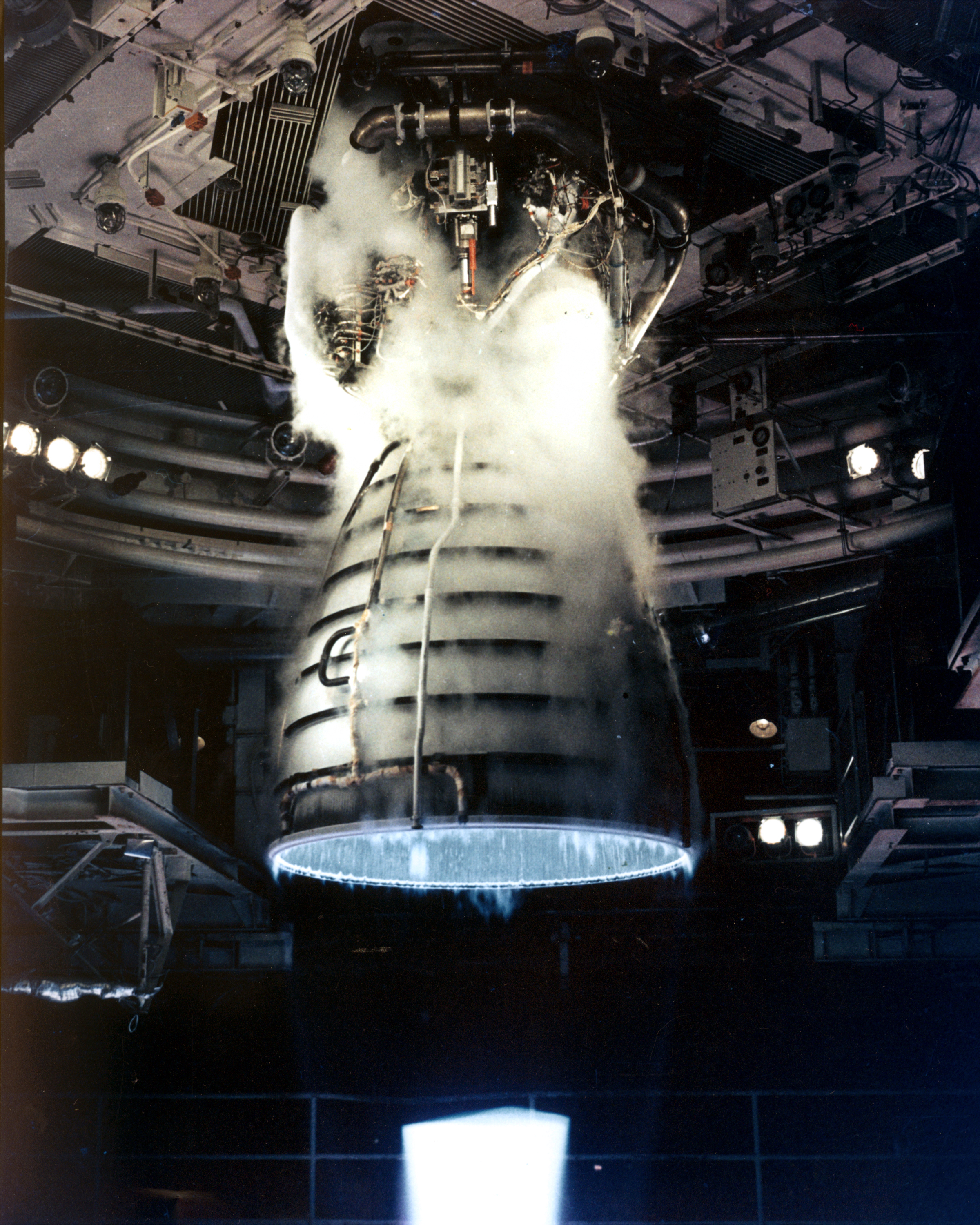
Маршовий двигун транспортної системи «Спейс Шаттл» під час вогневих випробувань у «Космічному центрі імені Джона Стенниса»

Рушійна установка космічного апарата — система космічного апарата, що забезпечує його прискорення. Перетворює різні види енергії на механічну, водночас можуть відрізнятися як джерела енергії, так і способи перетворення; кожен спосіб має переваги і недоліки, тож їх дослідження та пошук нових варіантів тривають донині.
Найпоширеніший тип рухової установки космічного апарата — хімічний ракетний двигун, у якому розжарений газ із високою швидкістю викидається із сопла Лаваля. Водночас, поширення набули реактивні установки без спалювання палива, зокрема електроракетні двигуни та інші. Перспективними двигунами є установки на основі сонячного вітрила.

## Призначення
Після виведення космічного апарата в космос його положення в просторі потребує коригування (уточнення). На початковому етапі це може бути пов'язано з необхідністю переведення апарата на задану орбіту або траєкторію, а також із забезпеченням найбільшої освітленості сонячних батарей, спрямованості антен і систем спостереження. Надалі можуть проводитися орбітальні маневри, пов'язані як із використанням апарата за призначенням, так і викликані технічною потребою, наприклад, у разі ухилення від інших об'єктів. Низькоорбітальні системи, крім того, схильні до гальмування атмосферою, тому підтримання їх орбіти протягом довгого часу вимагає наявності в апарата рухової установки. Після вичерпання можливостей маневру, період активного життя апарата вважається завершеним.
Завданням рушійної установки міжпланетних апаратів може бути розгін до другої космічної швидкості (іноді для цього використовується останній ступінь ракети-носія). Коригують траєкторію зазвичай серією коротких запусків двигуна, між якими апарат перебуває у вільному польоті. Найдієвішим способом переміщення космічного апарата з однієї колової орбіти на іншу є еліптична перехідна орбіта, дотична до обох колових. Для її досягнення, на початковій ділянці використовується серія прискорень, а на кінцевій — серія гальмувань, решту часу апарат рухається за інерцією. Іноді для гальмування використовують особливі методи — наприклад, за рахунок аеродинамічного опору атмосфери планети.

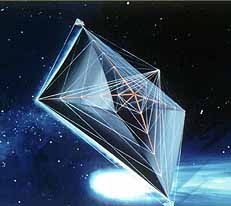
Малюнок сонячного вітрила

Деякі типи рушійних установок, наприклад, електроракетні двигуни або сонячне вітрило, забезпечують незначний приріст швидкості за тривалої дії. В цьому випадку траєкторія міжпланетного апарата буде іншою: стале прискорення в першій частині шляху і стале гальмування в другій. Сонячне вітрило як рушій успішно випробувано на японському апараті «IKAROS».
Для міжзоряних перельотів також потрібні придатні рухові установки. Нині (2020-і) таких пристроїв не існує, але ведеться обговорення можливих варіантів. Відстань до найближчих від Сонця зірок надзвичайно велика, і досягнення мети за прийнятний час вимагає високої швидкості польоту. Розгін і гальмування міжзоряного корабля є непростим завданням для конструкторів.

## Ефективність
Основне завдання рушійної установки — змінювати швидкість космічного апарата. Оскільки необхідна для цього енергія залежить від маси апарата, конструктори використовують поняття імпульсу, що дорівнює добутку маси на швидкість. Таким чином, рухова установка змінює імпульс космічного апарата.
Для апаратів, рушійна установка яких працює на ділянці виведення (як, наприклад, у транспортної системи «Спейс шаттл»), вибраний спосіб прискорення має забезпечити подолання земного тяжіння — надати апарату першої космічної швидкості, яка для Землі становить близько 7,9 км/с. Під час руху навколо планети вплив рухової установки призводить до змінення орбіти апарата.
Досягнення заданої швидкості можна забезпечити тимчасовими увімкнення рухової установки за великих прискорень, або тривалими періодами увімкнення з малими прискореннями. Здебільшого другий метод малопридатний для виведення апарата в космос, оскільки потребує непомірних витрат енергії на подолання планетарної гравітації. Однак тіло, виведене в космос, на початковому етапі траєкторії може, подібно до літака, використовувати підіймальну силу крила, поки не досягне менш щільних шарів атмосфери.
Для людини звичний вплив гравітації, яка відзначається прискоренням вільного падіння близько 9,8 м/с2, або 1 g. Для пілотованого апарата зразковою рушійною установкою була б система, що забезпечує стале прискорення, яке дорівнює цій величині, що усунуло б неприємні явища в екіпажу: нудоту, ослаблення м'язів, вимивання кальцію з кісткової тканини, втрату відчуття смаку. Однак забезпечити таке прискорення важко: під час виведення це призвело б до непомірної витрати пального, а в космосі не відповідало б основним завданням апарата або призводило б до дуже тривалого часу польоту.
Закон збереження імпульсу встановлює, що під час зміни імпульсу космічного апарата має змінюватися імпульс чогось ще, щоб загальний імпульс системи залишався сталим. Для рухових установок, які використовують енергію магнітних полів або тиску світла, цієї проблеми не існує, але більшість космічних апаратів змушені мати на борту запас робочого тіла, за рахунок відкидання якого можна змінювати імпульс самого апарата. Рушійні установки, що працюють на цьому принципі, називаються реактивними.
Для прискорення робочого тіла потрібна енергія, яку можна отримати з різних джерел. У твердопаливних, рідинних і гібридних ракетних двигунах енергія виділяється під час хімічної реакції компонентів, а робочим тілом є утворений у результаті газ, що під високим тиском витікає із сопла. В іонному двигуні для розгону частинок робочого тіла використовується електрична енергія, отримана від сонячних батарей, ядерної силової установки або з інших джерел.
Для оцінення ефективності реактивних рухових установок використовують поняття питомого імпульсу, рівного відношенню створюваного імпульсу до витрати робочого тіла. В системі SI питомий імпульс має розмірність «метр на секунду», але на практиці частіше використовується розмірність системи МКГСС — «секунда».
Більший питомий імпульс відповідає більшій швидкості витікання робочого тіла, однак енергія, необхідна для прискорення робочого тіла, пропорційна квадрату швидкості, тому зі збільшенням питомого імпульсу падає енергетична ефективність рухової установки. Це є недоліком двигунів великої потужності, внаслідок чого більшість двигунів із високим питомим імпульсом мають малу тягу, як, наприклад електроракетні двигуни.

## Типи рушійних установок
Рушійні установки поділяються на кілька типів, залежно від фізичних принципів, що лежать у їх основі.

### Реактивні двигуни
Реактивна рушійна установка змінює швидкість космічного апарата завдяки відкиданню робочого тіла. При цьому рух апарата підпорядковується закону збереження імпульсу і наслідкам із нього.
Прикладами реактивних двигунів є ракетні двигуни, зокрема електричні, двигуни з використанням стисненого газу, а також екзотичні варіанти на основі електромагнітних прискорювачів. На ділянці виведення космічні апарати можуть використовувати реактивні двигуни, що працюють на атмосферному кисні.

#### Хімічний ракетний двигун

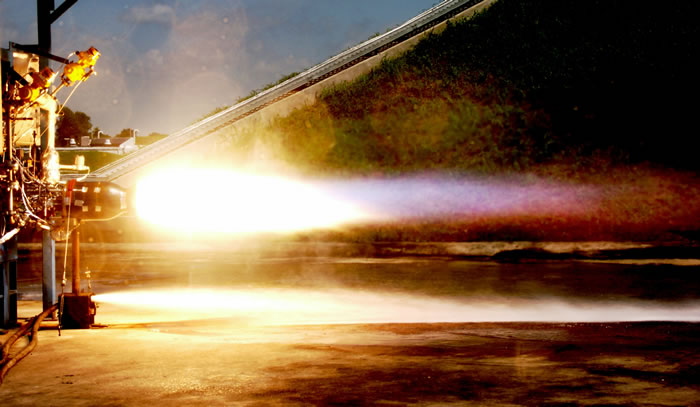
Випробування двигуна «Кестрел» компанії «SpaceX»

Більшість ракетних двигунів є двигунами внутрішнього згоряння. Робочим тілом у них є гарячий газ, який утворюється під час реакції пального з окислювачем у камері згоряння. В деяких випадках як паливо використовують один або більше двох компонентів. Продукти хімічної реакції з камери згоряння потрапляють у сопло Лаваля, що забезпечує якнайбільше перетворення теплової енергії на кінетичну. Швидкість газу на виході зазвичай в 10 разів перевищує швидкість звуку на рівні моря.
Хімічні ракетні двигуни є найпотужнішими серед усіх видів двигунів космічних апаратів. Їх використовують зокрема для виведення апаратів у космос.
Проєкт іонного ракетного двигуна передбачає розігрівання плазми або йонізованого газу всередині «магнітної пляшки» та випускання його крізь «магнітне сопло». При цьому плазма не стикається з частинами апарата. Створення подібного двигуна являє собою надзвичайно складне завдання, але його принципи вже використовуються в ядерній фізиці або випробовуються в лабораторних умовах.

#### Електричний ракетний двигун

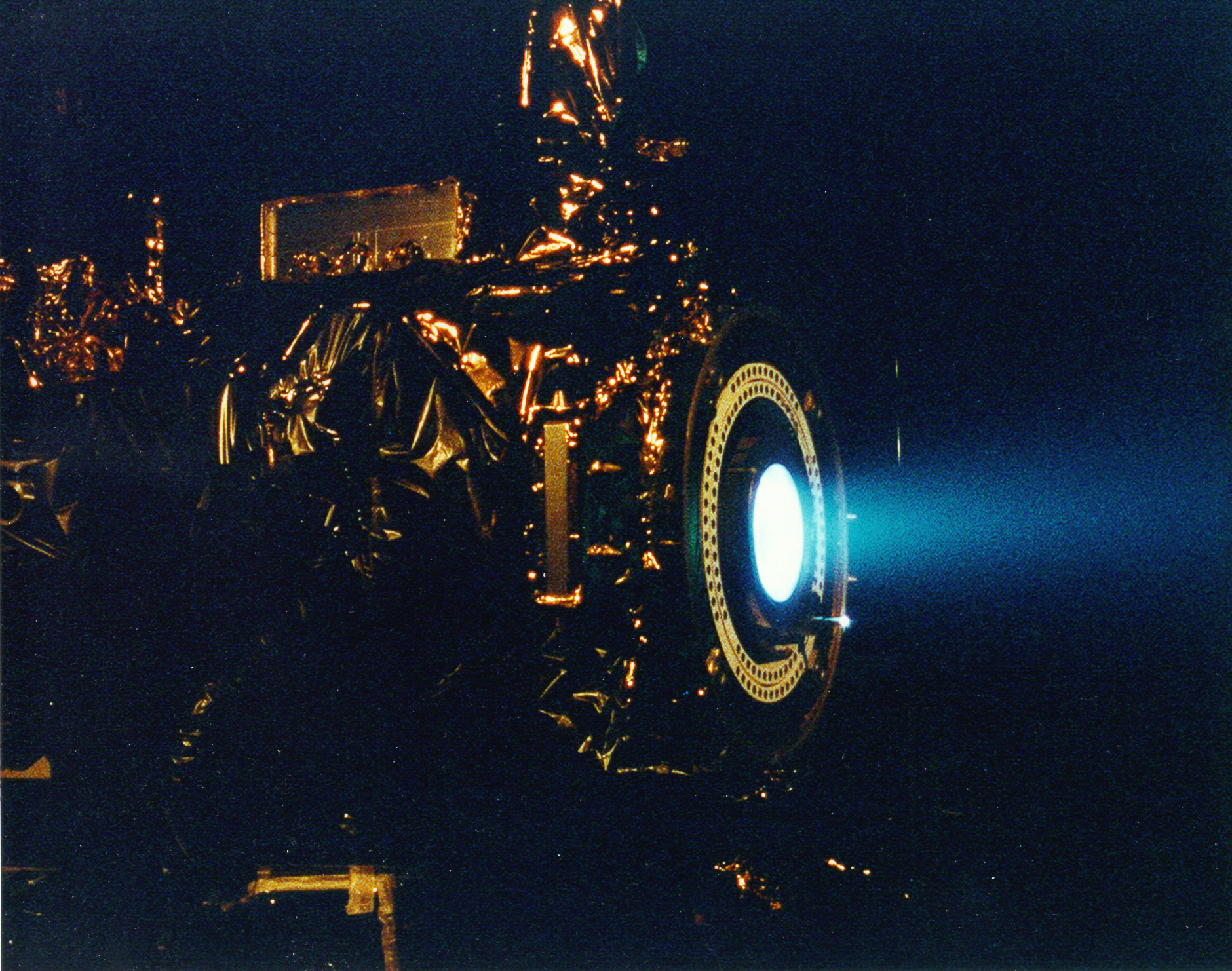
Випробування йонного двигуна

Крім розгону робочого тіла завдяки газодинамічним силам, можна використати прямий вплив на його частинки. Для цього використовують електромагнітні сили, а як робоче тіло обирають, здебільшого, газ. За допомогою електричної енергії газ спочатку йонізується, а потім розганяється електричним полем і з високою швидкістю викидається з двигуна.
Можливість створення такого двигуна в 1906 році вперше згадав Роберт Ґоддард у власній записній книжці. 1911 року подібний задум оприлюднив Костянтин Ціолковський.
Для електричних ракетних двигунів енергетична ефективність обернено пропорційна швидкості витікання робочого тіла і створюваної тяги. Через це, за сучасного розвитку енергетики рушійні установки такого типу є малопотужними, але водночас витрачають дуже мало робочого тіла.
Під час польотів на відносно близьких відстанях від Сонця енергію для електричних ракетних двигунів можна одержувати за допомогою сонячних батарей. Для польотів у далекий космос слід застосовувати інші джерела енергії — наприклад, ядерний реактор.
Можливості енергетичної установки є основним стримувальним чинником під час використання електричних ракетних двигунів, оскільки разом із кількістю виробленої енергії зростає й маса самої установки, що підвищує масу космічного апарата і необхідну тягу для його прискорення.
Сучасні ядерні силові установки приблизно в два рази легші від сонячних батарей тієї ж потужності під час роботи в околицях земної орбіти. Хімічні генератори не використовуються через короткий час їхньої роботи. Одним із далекоглядних способів електроживлення космічного апарата є передавання енергії у вигляді променя, але втрати на розсіювання роблять такий спосіб непридатним для далеких перельотів.
До електричних ракетних двигунів належать:
- Іонний двигун (прискорення йонів із наступною нейтралізацією потоком електронів)
  - Електростатичний іонний двигун
  - Електростатичний ракетний двигун
  - Двигун на ефекті Холла
  - Колоїдний двигун[en]
- Електротермічний двигун (розігрів робочого тіла електромагнітним полем до стану плазми і випуск через сопло)
  - Електротермічний двигун на постійному струмі
  - Мікрохвильовий електротермічний двигун
  - Пульсаційний плазмовий двигун
  - Гелікоїдний двигун  подвійним шаром плазми[en]
- Електромагнітний двигун (прискорення йонів силою Лоренца або електромагнітним полем, у якому електричне поле не збігається за напрямком із прискоренням)
  - Магнітоплазмодинамічний двигун[en]
  - Безелектродний плазмовий двигун[en]
  - Пульсаційний індуктивний двигун[en]
  - Електромагнітний ракетний прискорювач

• Електромеханічний двигун (створення потоку речовини, яка проходить через мікроскопічну решітку, за допомогою високочастотних механічних коливань)
В електротермічних і електромагнітних двигунах іони і електрони прискорюються одночасно, що усуває необхідність нейтралізації потоку.

### Двигуни без робочого тіла

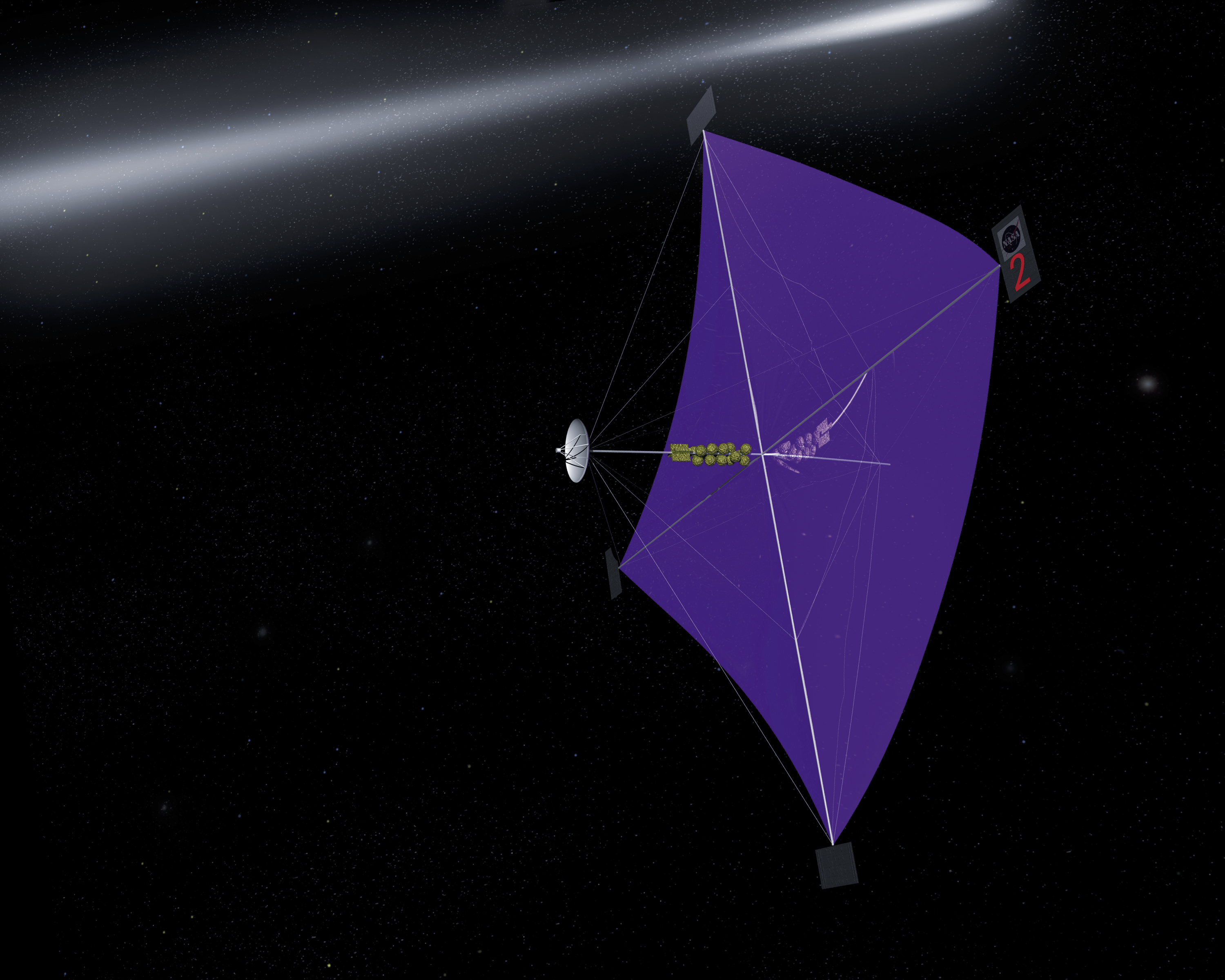
За даними НАСА, космічне вітрило повинне мати розмір близько півкілометра

Закон збереження імпульсу встановлює, що без відкидання робочого тіла змінити положення центра мас космічного апарата неможливо. Однак у космосі діють гравітаційні сили, магнітні поля і сонячна радіація. Кілька рушійних установок ґрунтуються на їх використанні, але через розподіленість цих сил у просторі установки мають значний розмір.
Існує кілька двигунів, які не потребують робочого тіла або потребують вкрай малої його кількості. До них належать тросові системи, сонячні вітрила, які використовують тиск світла, і магнітні вітрила, які відбивають сонячний вітер за допомогою магнітного поля.
Космічний апарат підкоряється закону збереження моменту імпульсу, тому замість обертання навколо центра мас у як рушійну установку можна використати частину цього апарата, що повертається в протилежний бік. При цьому не потрібно витрачати робочого тіла, однак на апарат впливають зовнішні сили, наприклад, гравітаційні або аеродинамічні, тому періодично потрібне «розвантаження» основної рушійної установки іншим способом, наприклад, за рахунок реактивних двигунів. Цей принцип реалізовано в силових гіроскопах (гіродини).
Ще одним способом використання гравітаційного поля планети є інерційний двигун. Він заснований на зміні моменту інерції апарата на різних ділянках орбіти, однак для отримання відчутного ефекту розміри системи повинні бути досить великими.
Також для зміни траєкторії космічного апарата використовується гравітаційний маневр. У цьому разі для розгону або гальмування використовується гравітація небесних тіл. За використання ракетного двигуна ефективність гравітаційного маневру можна підвищити.

### Гіпотетичні двигуни

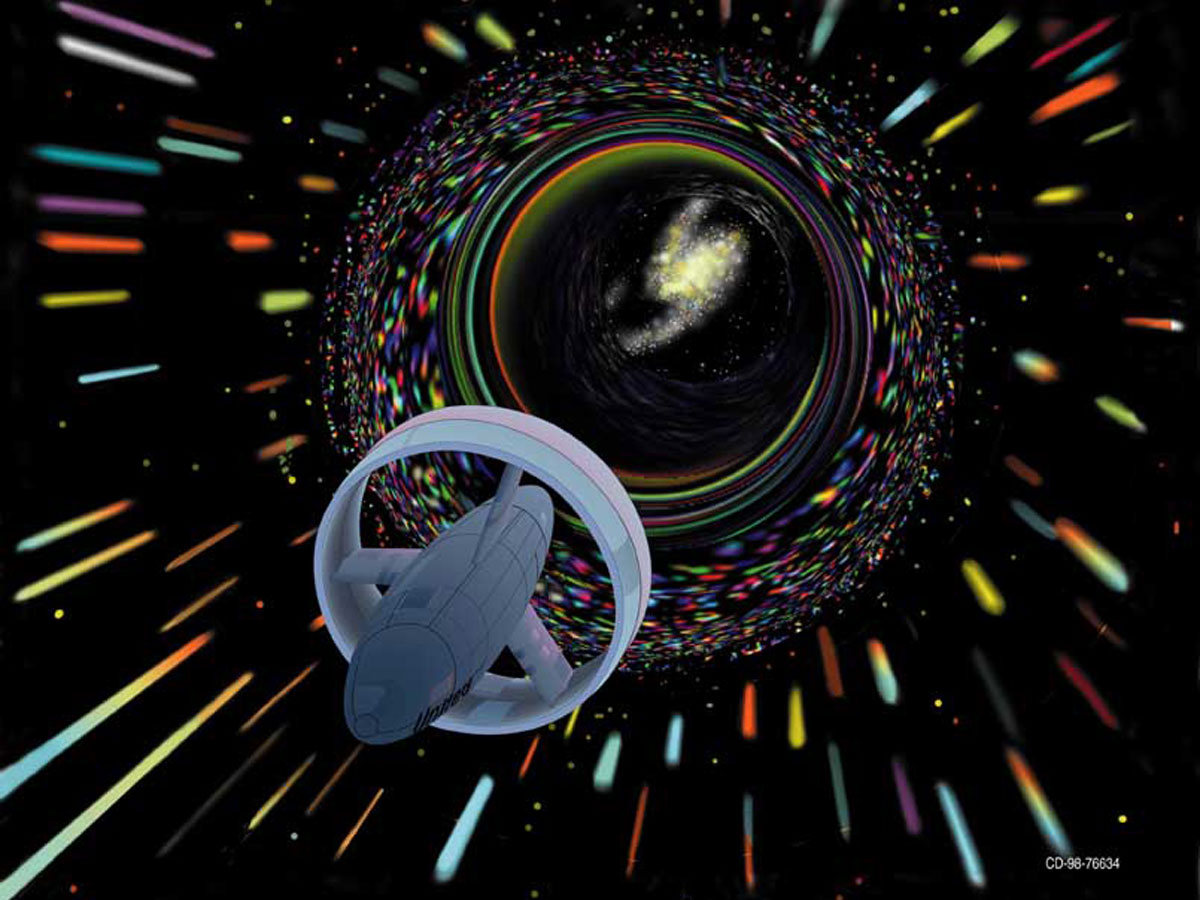
Політ крізь кротовину в поданні художника

Існує кілька гіпотетичних варіантів рухових установок космічних апаратів, заснованих на нових фізичних принципах і, можливо, не придатних для впровадження. Донині особливу цікавість викликають такі:
- EmDrive — намагається обійти закон збереження імпульсу
- Гравітаційний двигун
- Гіперпросторовий двигун (крізь кротовину)
- диференціальне вітрило[en]
- Інерцоїди — суперечать закону збереження імпульсу

## Порівняння рушійних установок
Нижче наведено порівняльну таблицю різних типів рушійних установок, що включає як перевірені, так і гіпотетичні варіанти.
В першій колонці вказано питомий імпульс (чисельно рівний швидкості витікання робочого тіла), або еквівалентна йому величина для нереактивних двигунів, у другій колонці — тяга двигуна, в третій — час роботи двигуна, в четвертій — максимальне збільшення швидкості (для одноступеневої системи), разом з тим:
- якщо приріст швидкості набагато більший від питомого імпульсу, потрібна величезна кількість палива;
- якщо приріст швидкості набагато менший від питомого імпульсу, потрібно пропорційно більшу кількість енергії, а за її відсутності — часу.

В п'ятій колонці зазначено рівень готовності технології:
- 1 — відомі основні фізичні принципи;
- 2 — сформульовано теорію;
- 3 — теорію підтверджено дослідно;
- 4 — компоненти випробувано в лабораторії;
- 5 — складові випробувано у вакуумі;
- 6 — проведено наземні випробування / компоненти випробувано в космосі;
- 7 — проведено випробування в космосі;
- 8 — допущено до льотних випробувань;
- 9 — проведено льотні випробування.

| Тип                                                                  | Еквівалентний питомий імпульс (км/с)           | Тяга (Н)                                                                      | Час роботи          | Макс. приріст швидкості (км/с) | Рівень готовності |
| -------------------------------------------------------------------- | ---------------------------------------------- | ----------------------------------------------------------------------------- | ------------------- | ------------------------------ | ----------------- |
| Твердопаливний ракетний двигун                                       | 1—4                                            | 103 — 107                                                                     | хвилини             | ~ 7                            | 9                 |
| Гібридний ракетний двигун                                            | 1,5—4,2                                        | <0,1 — 107                                                                    | хвилини             | > 3                            | 9                 |
| Однокомпонентний ракетний двигун                                     | 1—3                                            | 0,1 — 100                                                                     | мілісекунди/хвилини | ~ 3                            | 9                 |
| Рідинний ракетний двигун                                             | 1,0—4,7                                        | 0,1 — 107                                                                     | хвилини             | ~ 9                            | 9                 |
| Іонний двигун                                                        | 15 — 210                                       | 10−3 — 10                                                                     | місяці/роки         | > 100                          | 9                 |
| Двигун на ефекті Холла                                               | 8—50                                           | 10−3 — 10                                                                     | місяці/роки         | > 100                          | 9                 |
| Резисторний ракетний двигун                                          | 2—6                                            | 10−2 — 10                                                                     | хвилини             | ?                              | 8                 |
| Електротермічний ракетний двигун                                     | 4—16                                           | 10−2 — 10                                                                     | хвилини             | ?                              | 8 2[джерело?]     |
| Електростатичний ракетний двигун                                     | 100 — 130                                      | 10−6 — 10−3                                                                   | місяці/роки         | ?                              | 8                 |
| Пульсаційний плазмовий двигун                                        | ~ 20                                           | ~ 0,1                                                                         | ~2 000—10 000 год   | ?                              | 7                 |
| Дворежимний ракетний двигун                                          | 1—4,7                                          | 0,1 — 107                                                                     | мілісекунди/хвилини | ~ 3 — 9                        | 7                 |
| Сонячне вітрило                                                      | 300 000 (тиск світла) 145—750 (сонячний вітер) | 9 на 1 а. о. 230 на 0,2 а. о. 10−10 на 4 св. роках (для вітрила площею 1 км²) | необмежений         | > 40                           | 9, 6, 5           |
| Трикомпонентний ракетний двигун                                      | 2,5—5,3                                        | 0,1 — 107                                                                     | хвилини             | ~ 9                            | 6                 |
| Магнітоплазмодинамічний двигун                                       | 20—100                                         | 100                                                                           | тижні               | ?                              | 6                 |
| Ядерний ракетний двигун                                              | 9                                              | 107                                                                           | хвилини             | > ~ 20                         | 6                 |
| Електромагнітний прискорювач                                         | 0 — ~30                                        | 104 — 108                                                                     | місяці              | ?                              | 6                 |
| Тросова система                                                      | 1—1012                                         | хвилини                                                                       | ~ 7                 | 7                              |                   |
| Прямоточний повітряно-реактивний двигун                              | 5—6                                            | 0,1 — 107                                                                     | секунди/хвилини     | > 7?                           | 6                 |
| Двигун зі зрідженням атмосферного повітря                            | 4,5                                            | 103 — 107                                                                     | секунди/хвилини     | ?                              | 6                 |
| Пульсаційний індуктивний двигун                                      | 10—80                                          | 20                                                                            | місяці              | ?                              | 5                 |
| Електромагнітний ракетний прискорювач                                | 10—300                                         | 40 — 1,200                                                                    | дні/місяці          | > 100                          | 5                 |
| Плазмовий двигун                                                     | 10—130                                         | 0,1—1                                                                         | дні/місяці          | > 100                          | 5                 |
| Сонячний ракетний двигун                                             | 7—12                                           | 1 — 100                                                                       | тижні               | > ~ 20                         | 4                 |
| Радіоізотопний ракетний двигун                                       | 7—8                                            | 1,3 — 1,5                                                                     | місяці              | ?                              | 4                 |
| Ядерний електричний ракетний двигун                                  | змінний                                        | змінна                                                                        | змінний             | ?                              | 4                 |
| Проєкт «Оріон» (ядерний «вибухоліт»)                                 | 20—100                                         | 109 — 1012                                                                    | декілька днів       | ~ 30—60                        | 3                 |
| Космічний ліфт                                                       | — \|необмежений                                | > 12                                                                          | 3                   |                                |                   |
| Ракетний двигун SABRE                                                | 30/4,5                                         | 0,1 — 107                                                                     | хвилини             | 9,4                            | 3                 |
| Магнітне вітрило                                                     | 145—750                                        | 70/40 тонн                                                                    | необмежений         | ?                              | 3                 |
| Міні-магнітосферний плазмовий двигун                                 | 200                                            | ~1 Н/кВт                                                                      | місяці              | ?                              | 3                 |
| Променевий (лазерний) двигун                                         | змінний                                        | змінна                                                                        | змінний             | ?                              | 3                 |
| Пускова петля/космічний міст                                         | ~104                                           | хвилини                                                                       | ≫ 11 — 30           | 2                              |                   |
| Проєкт «Дедал»                                                       | 20—1000                                        | 109 — 1012                                                                    | роки                | ~ 15 000                       | 2                 |
| Газофазовий ядерний реактивний двигун                                | 10—20                                          | 103 — 106                                                                     | ?                   | ?                              | 2                 |
| Ядерний ракетний двигун на гомогенному розчині солей ядерного палива | 100                                            | 103 — 107                                                                     | пів години          | ?                              | 2                 |
| Вітрило на частинках ядерного розпаду                                | ?                                              | ?                                                                             | ?                   | ?                              | 2                 |
| Ракетний двигун на частинках ядерного розпада                        | 15 000                                         | ?                                                                             | ?                   | ?                              | 2                 |
| Фотонний двигун                                                      | 300 000                                        | 10−5 — 1                                                                      | роки/десятиліття    | ?                              | 2                 |
| Термоядерний ракетний двигун                                         | 100—1000                                       | ?                                                                             | ?                   | ?                              | 2                 |
| Каталітичний ядерний імпульсний ракетний двигун на антиматерії       | 200—4000                                       | ?                                                                             | дні/тижні           | ?                              | 2                 |
| Міжзоряний прямотічний двигун Бассарда                               | 2,2—20 000                                     | ?                                                                             | необмежений         | ~30 000                        | 2                 |
| Двигун Алькуб'єрре                                                   | > 300 000                                      | ?                                                                             | ?                   | необмежений                    | 2                 |
| Варп-двигун                                                          | > 300 000                                      | ?                                                                             | ?                   | необмежений                    | 1                 |
| Тип                                                                  | Еквівалентний питомий імпульс (км/с)           | Тяга (Н)                                                                      | Час роботи          | Макс. приріст швидкості (км/с) | Рівень готовності |